# کرآنسی
کرآنسی (به فرانسوی: Créancey) یک کمون در فرانسه با جمعیت ۵۱۲ نفر است که در Canton of Pouilly-en-Auxois واقع شده‌است.